# تمرد شرق سوريا (2017 - الآن)
```
 
التمرد شرق سوريا
 هو 
التمرد
 التي تشنه بقايا المجموعات المسلحة المنتمية 
إ
لى تنظيم 
الدولة الإسلامية في العراق والشام
 (داعش) وعلى حد سواء الفصائل المؤيدة والمناهضة 
للنظام السورى
 والمتمردين الأكراد الذين قاموا بإعلان 
الإدارة الذاتية لشمال وشرق سوريا
 بالإضافة إلى قوات 
سوريا الديمقراطية
 وحلفاؤها في 
قوة المهام المشتركة – عملية العزم الصلب
. وتنتقد جماعات المعارضة سيطرة قوات سوريا الديمقراطية من قبل 
وحدات حماية الشعب التي
 يقودها الأكراد (YPG) واتهمتها هي 
وحزب الاتحاد الديمقراطي
 (PYD) بتهجير وتهميش العرب في المناطق الخاضعة لسيطرتها. وتشمل الشكاوى الأخرى الافتقار إلى الاهتمام بحقوق الإنسان 
والتجنيد الإجباري
 من قبل قوات الدفاع الذاتى بالإضافة إلى بعض الانتهاكات أخرى.
[
1
]
[
2
]
```

## خلفية تاريخية
بدأ التمرد بعد سلسلة من الحملات العسكرية في عامي 2016 و2017 والتي استهدفت الأراضي الذي يسيطر عليها تنظيم داعش وكانت الحملات بقيادة غرفة عمليات قوة المهام المشتركة – عملية العزم الصلب وقوات سوريا الديمقراطية ومن جانب اخر الحكومة السورية والقوات المتحالفة معها وتركيا مع الجيش السوري الحر المدعوم من تركيا. نتج عن هذا في النهاية طرد تنظيم داعش من عاصمته في الرقة والمناطق المحيطة بها في محافظة حلب والرقة ودير الزور التي كان يسكنها العرب إلى حد كبير مع الأقليات التركمانية مما تسبب في توترات مع الحكم والسيطرة الكردية. شكلت فصائل متعددة معظمها من العرب جماعات مسلحة لدعم المعارضة السورية أو الحكومة السورية مع فلول إضافية من مجموعات داعش تعمل كخلايا سرية ظهرت في مناطق استولت عليها قوات سوريا الديمقراطية والتحالف خلال حملات 2016-2017. استخدمت هذه المجموعات أيضا تكتيكات حرب العصابات لاستهداف قوات التحالف وقوات الدفاع الذاتى. تشمل أساليب هذه التكتيكات الاغتيالات والهجمات التي تُشن وتُجر والهجمات الصاروخية واستخدام العبوات الناسفة.
تتباين مواقع الهجمات بين المدن التي تسيطر عليها الإدارة الذاتية لشمال وشرق سوريا (روجافا) ولكنها تشمل أيضًا منبج والرقة والحسكة. كما وقعت العديد من الاحتجاجات في جميع أنحاء المدن التي بها عدد كبير من السكان العرب ضد حكم الإدارة الذاتية لشمال وشرق سوريا (روجافا).

## الجدول الزمني

### 2017
- نوفمبر / تشرين الثاني 2017 - استخدمت حركة القيام عبوة ناسفة في محاولة لاغتيال قائد قوات الدفاع الذاتي محمد أبو عادل أسفرت عن وقوع جريح واحد في منبج.[4]

### 2018
- 27 مارس 2018 - قُتل جاسوس تابع لقوات سوريا الديمقراطية على أيدي مسلحين مجهولين وزُعم أن المقاومة الشعبية نفذت عملية القتل.
- 5 نيسان (أبريل) 2018 - زعمت المقاومة الشعبية أنها نفذت هجومًا بقذائف الهاون أو الصواريخ على قاعدة أمريكية في عين عيسى.[5][6]
- 6 أبريل 2018 - تعهد لواء الباقر بمساعدة الجماعات المتمردة الموالية للحكومة السورية في المناطق التي تسيطر عليها القوات المتحالفة مع الولايات المتحدة.[5][6]
- 2 أيلول / سبتمبر 2018 - مقتل 5 من رجال الميليشيات التابعة لقوات سوريا الديمقراطية وجرحهم بواسطة عبوة ناسفة زرعت في الرقة.[7]
- 31 أكتوبر 2018 - اشتبك الجيش التركي مع قوات سوريا الديمقراطية في اطار العملية المعلنة لعملية بقيادة الجيش التركي في منبج. استمر القتال أسبوعًا واحدًا حيث استجابت الولايات المتحدة بإنشاء مراكز مراقبة في منبج لمنع المزيد من العنف.[8]
- 2 تشرين الثاني (نوفمبر) 2018 - اغتال مسلحون من تنظيم داعش الزعيم القبلي البارز الشيخ بشير فيصل الهويدي في وضح النهار في مدينة الرقة.[9]
- 4 تشرين الثاني (نوفمبر) 2018 - انفجرت سيارة مفخخة في مدينة الرقة مما أسفر عن مقتل شخص واحد على الأقل وإصابة 10 أشخاص آخرين من بينهم أفراد من قوات سوريا الديمقراطية. وأعلن تنظيم داعش مسؤوليته عن الهجوم من خلال وكالة أعماق.[10][11][12]
- 26 تشرين الثاني (نوفمبر) 2018 - زعم كل من تنظيم داعش وحركة القيام قتل عضو في مجلس منبج العسكري يدعى حمزة زازا.[13][14]
- 4 ديسمبر 2018 - زعمت وحدات حماية الشعب أنها ألقت القبض على 4 أعضاء من حركة القيام بزعم تعاونهم مع المخابرات التركية.[15]
- 12 كانون الأول (ديسمبر) 2018 - نفذ تنظيم الدولة الإسلامية (داعش) هجمات متعددة ضد قوات الإدارة الذاتية لشمال وشرق سوريا (روجافا) في الرقة ومنبج والشدادي. وتضمن الهجوم في الرقة استخدام الأسلحة الصغيرة والعبوات البدائية الصنع ضد مقاتلي قوات الدفاع الذاتي بينما كان الهجوم في الشدادي عن طريق الطعن.[16][17][18]
- 27 كانون الأول (ديسمبر) 2018 - أعلن تنظيم الدولة الإسلامية (داعش) مسؤوليته عن الهجوم على قوات سوريا الديمقراطية في قرية دارناج في شرق محافظة دير الزور مما أسفر عن مقتل 20 مقاتلاً من قوات سوريا الديمقراطية.[19]
- 29 كانون الأول (ديسمبر) 2018 - زعم تنظيم الدولة الإسلامية (داعش) أنه نفذ سلسلة من الهجمات على مواقع وحدات حماية الشعب في مدينة الرقة وأجزاء من ريف دير الزور. وشملت الهجمات استخدام العبوات الناسفة والأسلحة الصغيرة والكمائن.[20][21][22]

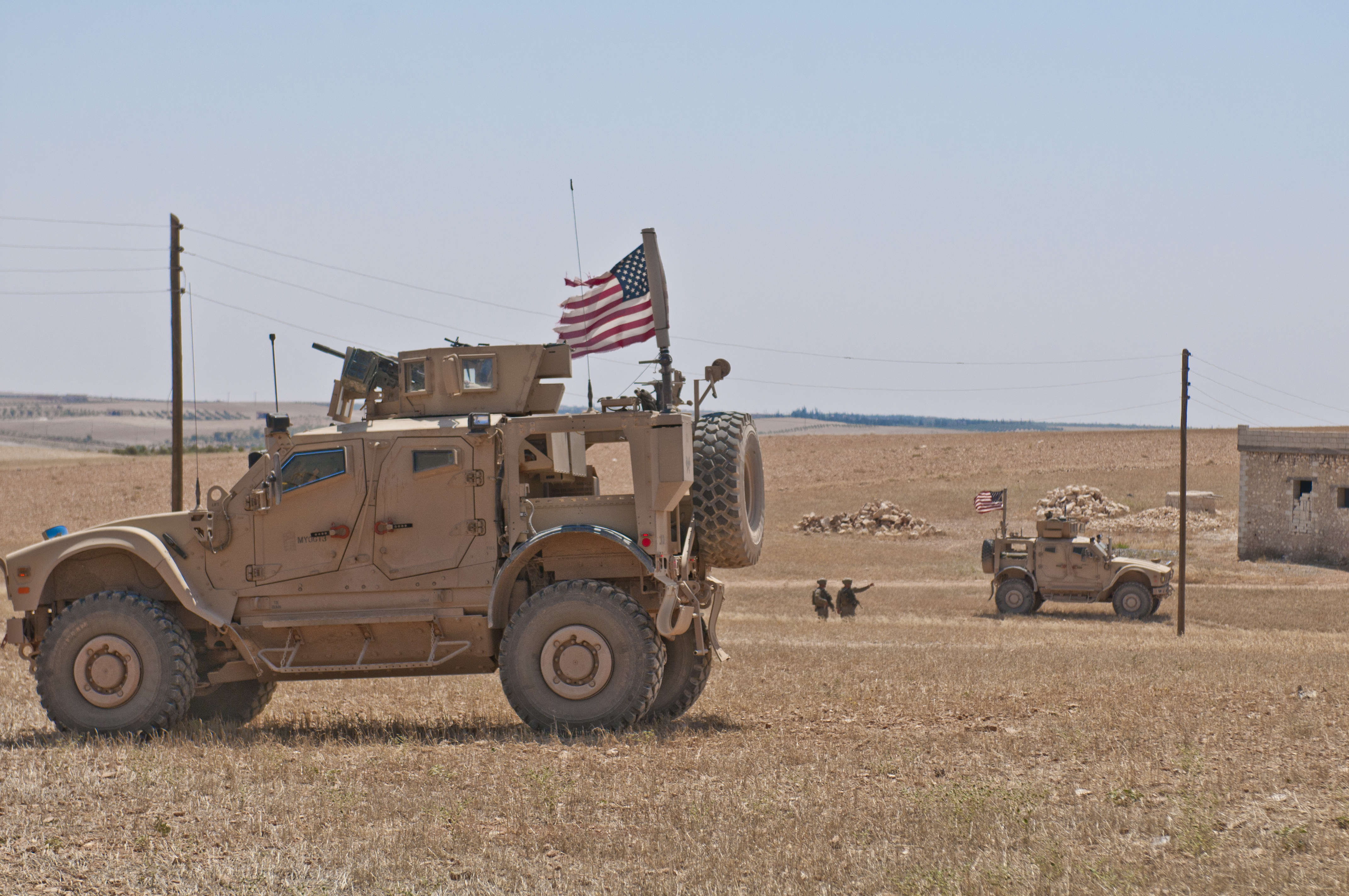
عربة مدرعة أمريكية من طراز أوشكوش إم-أي تي في تقوم بدوريات في ريف منبج، 14 يوليو 2018

### 2019
- 9 كانون الثاني (يناير) 2019 - أعلنت مجموعة فرعية تابعة لأحرار الشرقية مسؤوليتها عن تفجير عربة همفي تابعة لقوات سوريا الديمقراطية بواسطة عبوة ناسفة.[23]
- 16 يناير 2019 - وقع انفجار في مدينة منبج مما أدى إلى مقتل 4 جنود أمريكيين ومقاتلين من مجلس منبج العسكري. في المجموع ما لا يقل عن 19 شخصا فقدوا حياتهم. وقد أعلن تنظيم داعش عن الهجوم من خلال وكالة أعماق.[24][25]
- 21 كانون الثاني (يناير) 2019 - استهدف انتحاري بسيارة مفخخ من تنظيم داعش قافلة أمريكية برفقة جنود قوات الدفاع الذاتي على طريق الشدادي - الحسكة في محافظة الحسكة مما أسفر عن مقتل 5 من أفراد قوات الدفاع الذاتي السورية. يقول شهود أنه قد اصطدمت سيارة تابعة لقوات سوريا الديمقراطية عند نقطة تفتيش تابعة للقوات الكردية على بعد عشرة كيلومترات خارج الشدادي بينما كانت القافلة الأمريكية تعبر الطريق ولم يصب أي أميركي.[26]
- 7 شباط (فبراير) 2019 - أعلن المركز الإعلامي التابع لقوات سوريا الديمقراطية عن القبض على 63 من عناصر تنظيم داعش في الرقة. ووفقًا للأكراد فإن العملاء كانوا جزءًا من خلية نائمة وتم اعتقالهم جميعًا خلال فترة زمنية مدتها 24 ساعة مما أنهى حظر التجول الذي استمر طوال اليوم والذي فرض على المدينة في اليوم السابق.[27]
- 9 شباط (فبراير) 2019 - هاجم مقاتلو تنظيم داعش مقاتلي قوات سوريا الديمقراطية بالقرب من حقل العمر النفطى مما تسبب في غارات جوية شنتها قوات التحالف بقيادة الولايات المتحدة. وقالت المرصد السورى لحقوق الانسان إن 12 من مقاتلي تنظيم الدولة الإسلامية هاجموا قوات سوريا الديمقراطية واشتبكوا معهم لعدة ساعات حتى قُتل معظم المهاجمين. وورد أن 10 مهاجمين قتلو، بينما تمكن اثنان من الفرار. وأفادت جمعيات ناشطة أخرى عن الهجوم قائلة إن بعض المهاجمين استخدموا الدراجات النارية المزودة بالمتفجرات.[28]
- 21 شباط (فبراير) 2019 - تم تفجير سيارتين في منطقة السوق في مدينة شهيل في سوريا - على بعد 10 كيلومترات من حقل العمر النفطى التابع لقوات سوريا الديمقراطية - مما أدى إلى مقتل 14 شخصًا. أبلغ المرصد السورى لحقوق الانسانعن تفجير سيارة مفخخة عن بعد بينما كانت قافلة من العمال والفنيين الذين يعملون في حقل النفط تمر. وقالت المنظمة إن 20 قتلوا وأصيب آخرون.[29][29][30][30][31]
- 9 مارس 2019 - أصيب 8 أشخاص عندما فجر مهاجم انتحاري سيارة في منبج بالقرب من أحد الأسواق. أعلن تنظيم الدولة الإسلامية (داعش) مسؤوليته عن الهجوم.[32][33]
- 14 آذار (مارس) 2019 - فجرت المقاومة الشعبية الموالية للنظام السوري عبوة ناسفة في الرقة استهدفت قافلة عسكرية أمريكية وادعت المجموعة أن هناك بعض الإصابات في صفوف القوات الأمريكية، لكن لم تؤكد الولايات المتحدة أو القوات الديمقراطية السورية التقارير وتم نشر لقطات فيديو من قبل المجموعة التي تبين الهجوم.[34]
- 26 مارس 2019 - أطلق مسلحون من تنظيم داعش النار على نقطة تفتيش في منبج مما أدى إلى مقتل 7 من مقاتلي المجلس العسكري في منبج.[35] في نفس اليوم أعلن تنظيم الدولة الإسلامية مسؤوليته عن 3 هجمات منفصلة في دير الزور.[36][37][38]
- 3 نيسان (أبريل) 2019 - اشتبكت خلية من تنظيم الدولة الإسلامية (داعش) مع قوات سوريا الديمقراطية وقوات الآسايش في الرقة وقام أربعة من مقاتلي تنظيم داعش بتفجير أنفسهم بأحزمة ناسفة وفقًا للمرصد السورى لحقوق الانسان.[39]
- 5 نيسان (أبريل) 2019 - محاولة الهروب من سجن ديريك : قام حوالي 200 معتقل من تنظيم داعش بمحاولة الهرب من سجن ديريك في المالكية. وتم إحباط المحاولة وتم توزيع بعض السجناء فيما بعد على مراكز احتجاز أخرى.[40]
- 10 أبريل 2019 - هاجمت خلايا تنظيم داعش مقاتلي قوات سوريا الديمقراطية عند نقطة تفتيش في ريف دير الزور في ضواحي بلدة الشحيل واستخدمت الخلية الرشاشات وقذائف آر بي جي خلال الهجوم كجزء من حملة عالمية شنها تنظيم داعش بعد فقدان السيطرة الإقليمية في سوريا بعد معركة الباغوز فوقاني والتي دفعت المجموعة إلى تنفيذ سلسلة من الهجمات في جميع أنحاء العالم حيث قامت المجموعة بالإضافة إلى تشجيع المؤيدين على تنفيذ هجمات في بلدانهم ووقعت هجمات أخرى تتعلق بدعوة المجموعة للانتقام في ليبيا والعراق.[41][42][43][44]
- 12 نيسان (أبريل) 2019 - أعلن تنظيم الدولة الإسلامية (داعش) مسؤوليته عن هجوم في منبج ضد أفراد من قوات سوريا الديمقراطية.[45]
- 23 نيسان (أبريل) 2019 - اندلعت احتجاجات كبرى في مدينة البصيرة في الجزء الشرقي من محافظة دير الزور في معارضة لقوات سوريا الديمقراطية والحكم الكردي.[46]
- 7 أيار (مايو) 2019 - زعم قائد بارز في المجلس العسكري لدير الزور التابع لقوات سوريا الديمقراطية أن إيران وتركيا والحكومة السورية تتعاون لزعزعة استقرار المناطق التي تسيطر عليها قوات سوريا الديمقراطية مع مقاتلين من قوات عملية درع الفرات وعناصر من جبهة النصرة في شرق سوريا. كما ادعى القائد أن هناك دعمًا أيديولوجيًا لتنظيم داعش والنصرة بين السكان المحليين وخاصة في مدن الشحيل والبصيرة التي تعد مركزًا لقبائل دير الزور وكانت أيضًا موقعًا للاحتجاجات الأخيرة ضد إدارة قوات الدفاع الذاتى.[47] كما ادعى القائد أن قوات سوريا الديمقراطية أحبطت 180 محاولة هجوم ضد قوات سوريا الديمقراطية وادعى أن تركيا والحكومة السورية تقدمان الدعم لهذه الهجمات.[48]
- 11 مايو 2019 - هاجم مسلحون مجهولون مقر وحدات حماية الشعب في الجزء الغربي من بلدة الشحيل حيث كانت هناك احتجاجات مستمرة ضد قوات سوريا الديمقراطية.[49]
- 21 أيار (مايو) 2019 - اعتقلت قوات سوريا الديمقراطية مدرسًا في تل أبيض بعد مداهمة لمنزله وتم نقله إلى مكان مجهول والسبب في القبض عليه غير معروف.[50]
- 30 أيار (مايو) 2019 - قامت وحدات مكافحة الإرهاب التابعة لـ "وحدات حماية الشعب " بالقبض على الجنود السوريين في الجزء الشرقي من محافظة الرقة وادعت وحدات حماية الشعب أن الجنود شاركوا في تفجير وقع في مدينة الرقة قبل أيام من اعتقالهم.[51]